# Qāẕī Mardān
Qāẕī Mardān (persiska: قاضی مَردان, قازی مَردان, قاضی مردان) är en ort i Iran.   Den ligger i provinsen Hamadan, i den nordvästra delen av landet, 300 km väster om huvudstaden Teheran. Qāẕī Mardān ligger 1 579 meter över havet och antalet invånare är 232.
Terrängen runt Qāẕī Mardān är kuperad åt nordväst, men åt sydost är den platt.Runt Qāẕī Mardān är det ganska tätbefolkat, med 80 invånare per kvadratkilometer. Närmaste större samhälle är Asadābād, 9,5 km öster om Qāẕī Mardān. Trakten runt Qāẕī Mardān består till största delen av jordbruksmark.